# Янычи
Янычи — село в Пермском районе Пермского края. Входит в состав Бершетского сельского поселения.

## Географическое положение
Расположено в нижнем течении реки Юг примерно в 7,5 км к юго-востоку от административного центра поселения, села Бершеть, и в 42 км к юго-востоку от центра города Перми. Одноимённая железнодорожная станция.

## Население
| 2010 |
| ---- |
| 560  |

## Улицы[2]
- 1-й пер.
- 2-й пер.
- Высоковольтная ул.
- Железнодорожная 3-я ул.
- Железнодорожная ул.
- Ключевая ул.
- Ленина ул.
- Нижняя 1-я ул.
- Нижняя ул.
- Новая ул.
- Новотрактовая ул.
- Прибой ул.
- Сибирская ул.
- Сибирский тракт
- Чеснокова ул.

## Известные уроженцы
- Чесноков, Леонид Иванович (1920—1999) — Герой Советского Союза (1945), полковник, лётчик разведывательной авиации.

## Топографические карты
- Лист карты O-40-77 Юг. Масштаб: 1 : 100 000. Состояние местности на 1983 год. Издание 1985 г.